# エウロペの略奪 (クロード・ロラン)
『エウロペの略奪』（エウロペのりゃくだつ、仏: Le Rapt d'Europe, 露: Похищение Европы, 英: The Rape of Europa）は、フランスのバロックの画家クロード・ロランが1655年に制作した絵画である。油彩。主題はオウィディウスの『変身物語』で語られているエウロペを略奪するゼウス（ローマ神話のユピテル）の物語から取られている。クロード・ロランは同主題の絵画を多く制作しており、本作品を含めて5点のバージョンが知られている。このうち本作品は3番目の作品で、ローマ教皇アレクサンドル 7世の発注により『ミルウィウス橋の戦い』（仏: La Bataille du pont Milvius）の対作品として制作された。現在はいずれもモスクワのプーシキン美術館に所蔵されている。またベルリン美術館の国立版画素描館に本作品の準備素描が所蔵されている。

## 主題
エウロペの物語はギリシア神話の有名なエピソードである。オウィディウスの『変身物語』によると、エウロペはフェニキアの古代都市テュロスの王女であり、ゼウスは白い牡牛に変身してエウロペを誘惑したと伝えられている。エウロペは美しく穏やかな牡牛と遊ぶうちに心を許し、牡牛の背中に乗った。すると牡牛は立ち上がって海を渡り、彼女をクレタ島に連れ去った。エウロペは正体を明かしたゼウスとの間に後のクレタ王ミノスをはじめ、サルペドン、ラダマンテュスの3子をその身に宿した。またその名前はエウロペが海を渡った西方の土地全体を指す言葉、すなわちヨーロッパの語源になった。彼女の兄カドモスはエウロペを探したが、発見できず、ギリシアに渡ってテーバイ王家を創始したと伝えられている。

## 作品

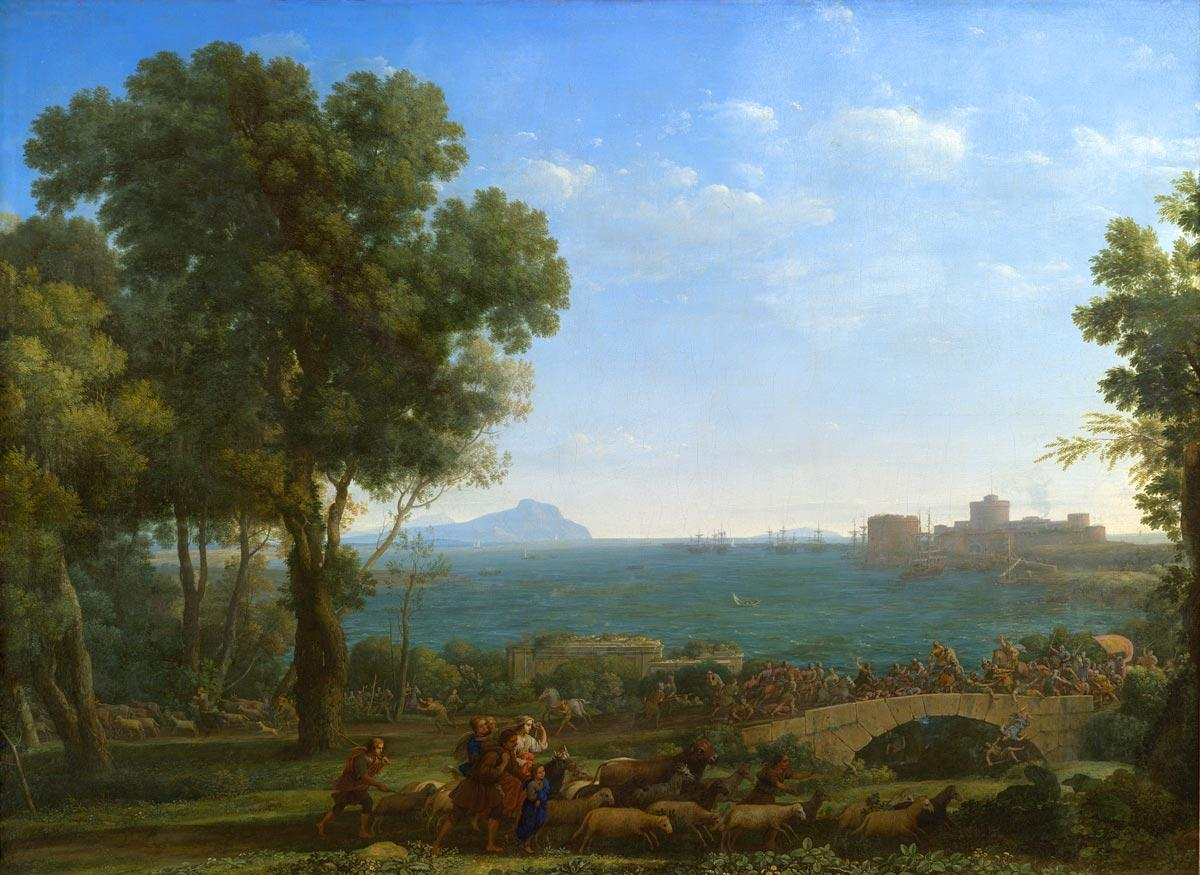
対作品『ミルウィウス橋の戦い』。プーシキン美術館所蔵。

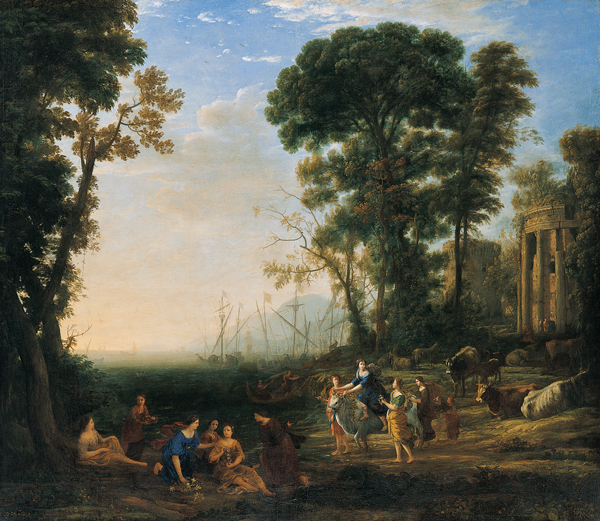
初期の同主題の作品『エウロペと牡牛のいる海岸の風景』。1634年。キンベル美術館所蔵。

クロード・ロランはゼウスが変身した白い牡牛の背に乗った王女エウロペを描いている。花冠で飾られた白い牡牛はエウロペを乗せたまま立ち上がり、近くの海岸に向かって歩き出している。多くの女たちはいまだ牡牛の行動の意図に気づいておらず、海岸の木陰に座って牡牛を眺めながら、花を摘んだり花冠を編んでいる。目前には美しい紺碧の湾があり、その海岸にはなだらかな丘と巨大な木々に囲まれた岬が海にせり出し、多くの帆船が停泊している。風景には明るい陽光であふれているが、湾の中心部だけは影で覆われている。画面右遠景の海岸の上には大きな都市が見え、さらにその遠方には山地が広がっている。
クロード・ロランは風景を思慮深く構成することで広々とした印象を生み出している。画面のすべてが調和と至福の平和に満ちている。クロード・ロランの様式の主な特徴の1つである絶妙に再現された照明は、風景画に格別の叙情性をもたらしている。
友人の画家ニコラ・プッサンとは異なり、クロード・ロランは人類史の「黄金時代」として古代を牧歌的手法で認識した。イタリアの自然のモチーフにインスピレーションを得たクロード・ロレンは、作品の中でそれらを古典主義の基準を満たす理想的なイメージに変換した。その風景はニコラ・プッサンのような現実の現象に対する深い思索と幅広い取材範囲を欠いている代わりに、画家自身の個人的経験を彷彿とさせるより直接的に生きた感情を表現している。

## 来歴
この作品はローマで描かれた。画家自身が作成した作品目録『リベル・ヴェリタリス』では作品番号136として記録されている。本作品のスケッチの下には「教皇 […] に選出された敬虔な枢機卿 […]  のために制作された」という一文が記されている。「Cardinal」という単語は紙の端に非常に近いところにあり、おそらく散らばった素描による記録を綴じる際に発注者の名前が切り取られたと思われる。この人物は1655年4月7日にローマ教皇アレクサンドル7世に選出されたファビオ・キージ（Fabio Chigi）であった。教皇の死後、その財産の相続人たちが長年にわたってこの作品を所有し続けた。その後、1798年にニコライ・ボリソヴィッチ・ユスポフ王子によってローマで購入され、まずモスクワのユスポフの自宅、次にアルハンゲリスコエ宮殿、そして最後にサンクトペテルブルクのモイカ宮殿に送られた。10月革命ののち、ユスポフ王子のコレクションがすべてソビエト連邦に接収されると、宮殿は1924年まで博物館に改装され、その後、作品はエルミタージュ美術館に移された。その後、1927年にプーシキン美術館に移管された。

## ギャラリー
クロード・ロランの他の同主題の作品

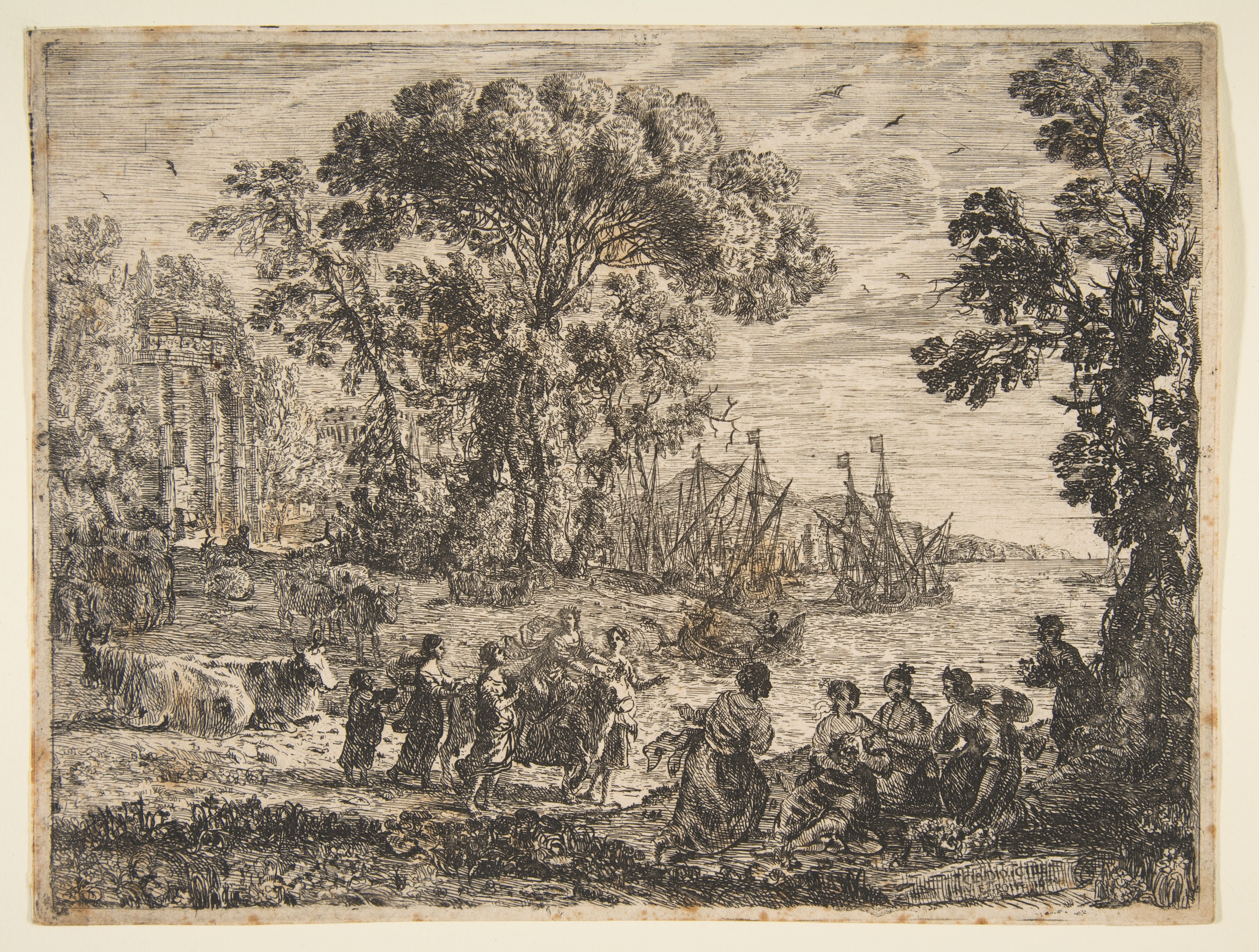
エッチング『エウロペの略奪』1634年
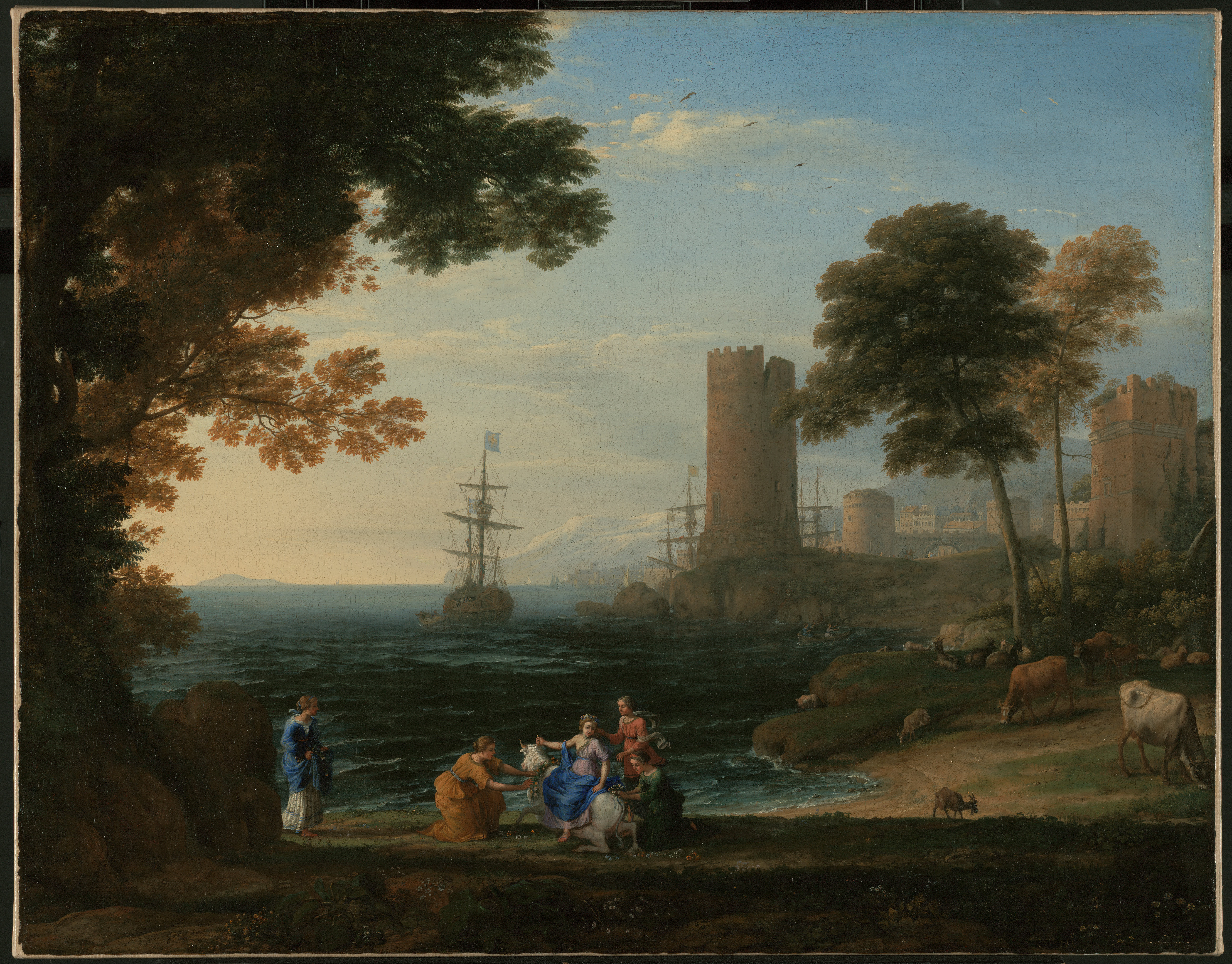
『エウロペの誘拐を望む海岸の眺め』1645年頃 J・ポール・ゲティ美術館所蔵
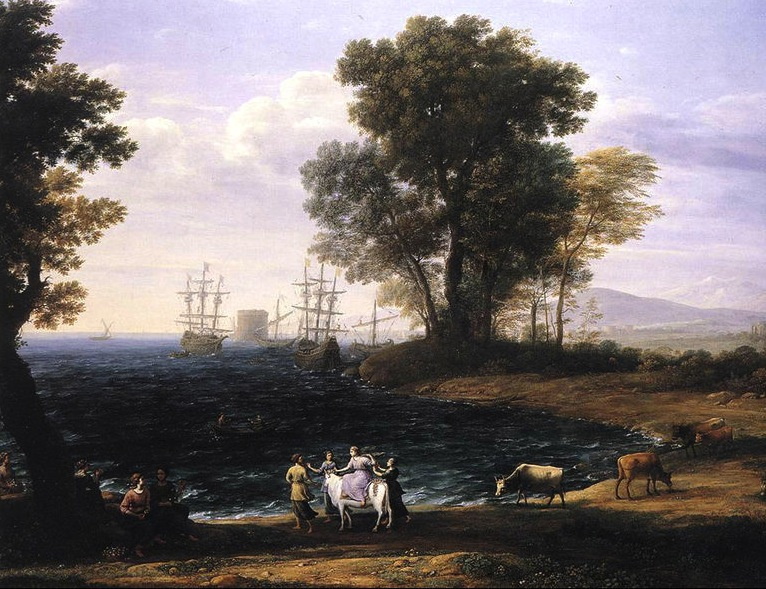
『エウロペの略奪のある海岸の風景』1667年 バッキンガム宮殿所蔵

プーシキン美術館の他のクロード・ロランの作品

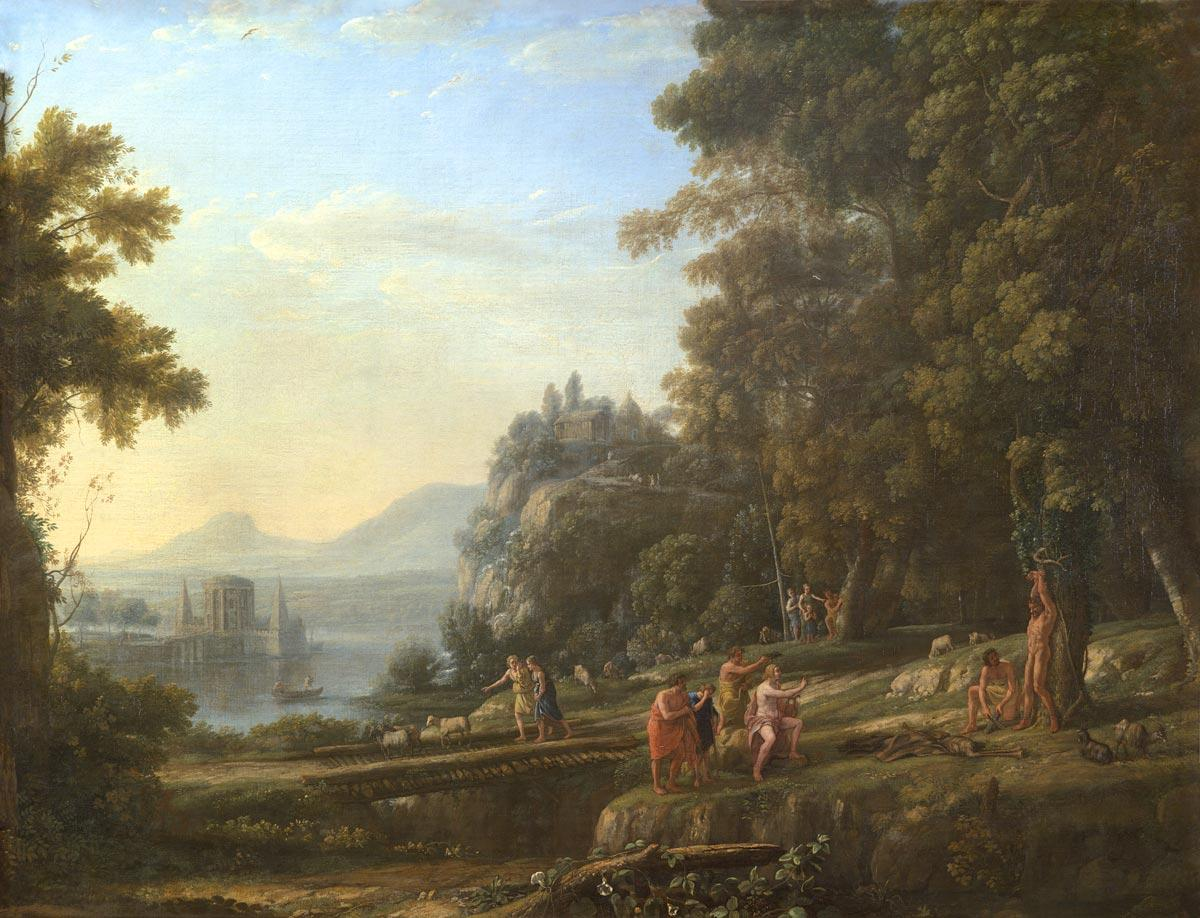
『アポロンとマルシュアスのいる風景』1639年頃
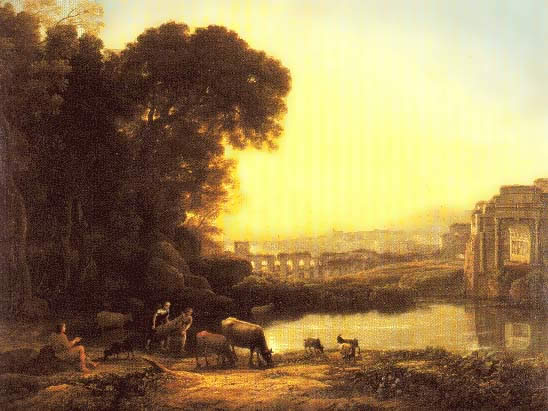
『ティトス帝の凱旋門のある風景』1644年（複製）
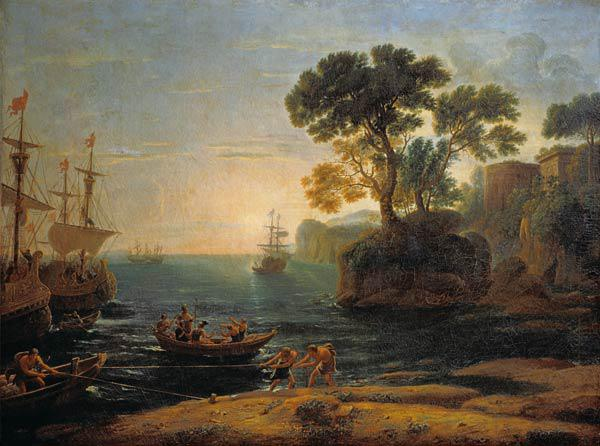
『ラティウムに上陸したアエネアスのいる海景』1650年（複製）